# Tomáš Pštross
Tomáš Pštross (11. prosince 1795 Praha – 11. ledna 1876 Praha) byl český právník a úředník, v roce 1848 též krátce purkmistr Prahy. František Pštross byl bratrancem jeho otce.
Po dokončení právnických studií pracoval od roku 1821 na pražském magistrátu, později v různých soudních profesích. Od roku 1847 byl náměstkem pražského purkmistra a předsedou pražského kriminálního soudu.
V bouřlivých dobách revoluce roku 1848 byl 18. května 1848 zvolen pražským purkmistrem, po tom co se 10. května Antonín Strobach této funkce vzdal. Pštross svou volbu přijal s podmínkou, že i nadále zůstane předsedou soudu. Jeho jediným významným činem bylo, když 22. května vyhlásil na následující den volby do Frankfurtského parlamentu. Mělo se volit 193 volitelů, kteří následně měli zvolit dva poslance a náhradníky. Plakáty zvoucí na volby však byly brzy ztrhány a rozvášněný dav rozbil kamením okna Pštrossova bytu. Samotné volby skončily fiaskem, když byly odevzdány pouze tři platné volební lístky. Dne 30. května Pštross na popud zemského prezidenta Lva Thuna odstoupil.
Pštross se po této epizodě vrátil do služeb justice, vedl pražský zemský a vrchní zemský soud.